# El triomf de Bacus
El triomf de Bacus és una pintura a l'oli de Diego Velázquez del 1628-1629, conservada al Museu del Prado de Madrid. Esta basat en Dionís, de la mitologia grega, que passà a la mitologia romana amb el nom de Bacus.